# Primera División 2018/19
Het seizoen 2018/19 van de Primera División was het achtentachtigste seizoen van de hoogste Spaanse voetbalcompetitie. Aan de competitie namen twintig clubs deel. FC Barcelona was titelverdediger en wist deze titel met succes te verdedigen. Een seizoen eerder degradeerden Málaga CF, UD Las Palmas en Deportivo La Coruña rechtstreeks uit de Primera División. Zij werden vervangen door SD Huesca, Real Valladolid en Rayo Vallecano.

## Teams
De volgende teams namen deel aan de Primera División tijdens het seizoen 2018/2019.
| Club             | Stad            | Stadion                     | Capaciteit |
| ---------------- | --------------- | --------------------------- | ---------- |
| Deportivo Alavés | Vitoria-Gasteiz | Mendizorrotza               | 19.840     |
| Athletic Bilbao  | Bilbao          | San Mamés                   | 53.289     |
| Atlético Madrid  | Madrid          | Wanda Metropolitano         | 72.000     |
| FC Barcelona     | Barcelona       | Camp Nou                    | 99.354     |
| Celta de Vigo    | Vigo            | Balaídos                    | 29.000     |
| SD Eibar         | Eibar           | Ipurua                      | 6.285      |
| Espanyol         | Barcelona       | Cornellà-El Prat            | 40.500     |
| Getafe CF        | Getafe          | Coliseum Alfonso Pérez      | 17.700     |
| Girona FC        | Girona          | Estadi Montilivi            | 9.282      |
| SD Huesca        | Huesca          | Estadio El Alcoraz          | 5.500      |
| CD Leganés       | Leganés         | Butarque                    | 10.958     |
| Levante UD       | Valencia        | Ciutat de València          | 25.354     |
| Rayo Vallecano   | Madrid          | Campo de Fútbol de Vallecas | 14.708     |
| Real Betis       | Sevilla         | Benito Villamarín           | 60.720     |
| Real Madrid      | Madrid          | Santiago Bernabéu           | 81.044     |
| Real Sociedad    | San Sebastián   | Anoeta                      | 32.000     |
| Real Valladolid  | Valladolid      | Estadio Nuevo José Zorrilla | 26.512     |
| Sevilla FC       | Sevilla         | Ramón Sánchez Pizjuán       | 42.714     |
| Valencia CF      | Valencia        | Mestalla                    | 55.000     |
| Villarreal CF    | Villarreal      | El Madrigal                 | 24.890     |

## Eindstand

### Tabel
| Pos | Club             | Gs | W  | G  | V  | Pnt | Dv | Dt | Ds  |
| --- | ---------------- | -- | -- | -- | -- | --- | -- | -- | --- |
| 1.  | FC Barcelona     | 38 | 26 | 9  | 3  | 87  | 90 | 36 | +54 |
| 2.  | Atlético Madrid  | 38 | 22 | 10 | 6  | 76  | 55 | 29 | +26 |
| 3.  | Real Madrid      | 38 | 21 | 5  | 12 | 68  | 63 | 46 | +17 |
| 4.  | Valencia CF      | 38 | 15 | 16 | 7  | 61  | 51 | 35 | +16 |
| 5.  | Sevilla FC       | 38 | 17 | 8  | 13 | 59  | 62 | 47 | +15 |
| 6.  | Getafe CF        | 38 | 15 | 14 | 9  | 59  | 48 | 35 | +13 |
| 7.  | Espanyol         | 38 | 14 | 11 | 13 | 53  | 48 | 50 | -2  |
| 8.  | Athletic Bilbao  | 38 | 13 | 14 | 11 | 53  | 41 | 45 | -4  |
| 9.  | Real Sociedad    | 38 | 13 | 11 | 14 | 50  | 45 | 46 | -1  |
| 10. | Real Betis       | 38 | 14 | 8  | 16 | 50  | 44 | 52 | -8  |
| 11. | Deportivo Alavés | 38 | 13 | 11 | 14 | 50  | 39 | 50 | -11 |
| 12. | SD Eibar         | 38 | 11 | 14 | 13 | 47  | 46 | 50 | -4  |
| 13. | CD Leganés       | 38 | 11 | 12 | 15 | 45  | 37 | 43 | -6  |
| 14. | Villarreal CF    | 38 | 10 | 14 | 14 | 44  | 49 | 52 | -3  |
| 15. | Levante UD       | 38 | 11 | 11 | 16 | 44  | 59 | 66 | -7  |
| 16. | Celta de Vigo    | 38 | 10 | 11 | 17 | 41  | 53 | 62 | -9  |
| 17. | Real Valladolid  | 38 | 10 | 11 | 17 | 41  | 32 | 51 | -19 |
| 18. | Girona FC        | 38 | 9  | 10 | 19 | 37  | 37 | 53 | -16 |
| 19. | SD Huesca        | 38 | 7  | 12 | 19 | 33  | 43 | 65 | -22 |
| 20. | Rayo Vallecano   | 38 | 8  | 8  | 22 | 32  | 41 | 70 | -29 |

### Legenda
| Kleur | Kwalificatie voor Europa League        |
| ----- | -------------------------------------- |
|       | Groepsfase Champions League            |
|       | Groepsfase Europa League               |
|       | Tweede kwalificatieronde Europa League |
|       | Degradatie naar Segunda División A     |

1929 · 1929/30 · 1930/31 · 1931/32 · 1932/33 · 1933/34 · 1934/35 · 1935/36 · 1936/37 · 1937/38 · 1938/39 · 1939/40 · 1940/41 · 1941/42 · 1942/43 · 1943/44 · 1944/45 · 1945/46 · 1946/47 · 1947/48 · 1948/49 · 1949/50 · 1950/51 · 1951/52 · 1952/53 · 1953/54 · 1954/55 · 1955/56 · 1956/57 · 1957/58 · 1958/59 · 1959/60 · 1960/61 · 1961/62 · 1962/63 · 1963/64 · 1964/65 · 1965/66 · 1966/67 · 1967/68 · 1968/69 · 1969/70 · 1970/71 · 1971/72 · 1972/73 · 1973/74 · 1974/75 · 1975/76 · 1976/77 · 1977/78 · 1978/79 · 1979/80 · 1980/81 · 1981/82 · 1982/83 · 1983/84 · 1984/85 · 1985/86 · 1986/87 · 1987/88 · 1988/89 · 1989/90 · 1990/91 · 1991/92 · 1992/93 · 1993/94 · 1994/95 · 1995/96 · 1996/97 · 1997/98 · 1998/99 · 1999/00 · 2000/01 · 2001/02 · 2002/03 · 2003/04 · 2004/05 · 2005/06 · 2006/07 · 2007/08 · 2008/09 · 2009/10 · 2010/11 · 2011/12 · 2012/13 · 2013/14 · 2014/15 · 2015/16 · 2016/17 · 2017/18 · 2018/19 · 2019/20 · 2020/21 · 2021/22 · 2022/23 · 2023/24 · 
2024/25

Europa: Champions League · Cup Winners Cup · UEFA Cup · UEFA Super Cup
Nationale competities:
Albanië · Andorra · Armenië · België · Bosnië en Herzegovina · Bulgarije · Cyprus · Denemarken · Duitsland · Engeland · Estland ('18 '19) · Faeröer ('18 '19) · Finland ('18 '19) · Frankrijk · Gibraltar · Griekenland · Hongarije · IJsland ('18 '19) · Ierland ('18 '19) · Israël · Italië · Kazachstan ('18 '19) · Kroatië · Letland ('18 '19) · Litouwen ('18 '19) · Luxemburg · Macedonië · Malta · Moldavië ('18 '19) · Montenegro · Nederland · Noord-Ierland · Noorwegen ('18 '19) · Oekraïne · Oostenrijk · Polen · Portugal · Roemenië · Rusland · San Marino · Schotland · Servië · Slovenië · Slowakije · Spanje · Tsjechië · Turkije · Wales · Zweden ('18 '19) · Zwitserland
Europese competities: Super Cup 2018 · Champions League · Europa League